# Bataille de la Cité universitaire de Madrid
Guerre d'Espagne
La bataille de la Cité universitaire de Madrid, qui s'est déroulée entre le 15 novembre 1936 et le 23 novembre 1936, est l'un des plus importants épisodes de la « défense » ou « bataille » de Madrid, qui dura du 8 au 24 novembre 1936. Elle a pris place au nord de la ville de Madrid, autour de la Cité universitaire et de son vaste parc boisé, entre les troupes républicaines, diverses mais toutes fidèles à la République, et les rebelles nationalistes de Franco. L'objectif des républicains était la défense de la capitale espagnole à n'importe quel prix, tandis que les nationalistes espéraient frapper définitivement les autorités de la République en s'emparant rapidement de la ville, après quatre mois de guerre civile.
Les opérations, menées par le général Varela, commencèrent autour de Madrid le 8 novembre par une offensive sur le parc de la Casa de Campo. Cela déplaça le centre des opérations dans le nord-ouest de la ville, autour de la cité universitaire et de la place d'Espagne, marquant le début de la bataille de la Cité universitaire proprement dite, le 15 novembre. Avançant parmi les bâtiments, les nationalistes durent affronter une résistance de plus en plus acharnée, les hommes défendant chaque maison, chaque étage, chaque chambre. Après une semaine de combats, le 23 novembre, Franco réunit son état major à la caserne de Leganés et renonça à une attaque directe sur la capitale espagnole. La ligne de front qui passait par le campus demeura presque inchangée jusqu'à la chute de la ville à la fin de la guerre civile, le 28 mars 1939. 

## Contexte

### Théâtre des opérations
La cité universitaire de Madrid se trouve au nord-ouest de ville, sur des espaces libres du quartier de la Moncloa. Le projet avait été porté par le roi Alphonse XIII dans les années 1920, dans le but de doter la capitale espagnole d'un ensemble capable de concentrer les facultés, en complément de celles qui existaient depuis plusieurs siècles à Alcalá de Henares.
L'entreprise Agromán fut chargée des premiers travaux, excavations et défrichements. Le 6 novembre 1930 commencèrent les travaux de la Faculté de médecine, pharmacie et odontologie, en 1932 ceux de l'hôpital clinique San Carlos. Les travaux se poursuivirent jusqu'aux premiers jours de la guerre civile, où ils furent interrompus par les combats. La cité universitaire ne fonctionnait donc pas encore à cette date, l'inauguration n'étant prévue que pour la fin de l'année à l'origine. Cependant, il y avait déjà de nombreux bâtiments et installations déjà construites et presque achevées : les facultés de Médecine, de Pharmacie, des Sciences et de Philosophie et Lettres, les écoles d'Architecture, d'Agronomie et Vétérinaire, le département anti-rabique, la fondation del Amo et la résidence des étudiants. Les activités de l'université furent interrompues à partir du mois d'août, tandis que professeurs et employés de l'université partaient à Valence. 
Il n'avait pas été prévu que la zone devienne un lieu de combat si acharnés. Pourtant, dès le début des combats autour de Madrid, au début du mois de novembre, plusieurs bâtiments souffrirent des bombardements, en particulier la faculté de Philosophie et de Lettres. 

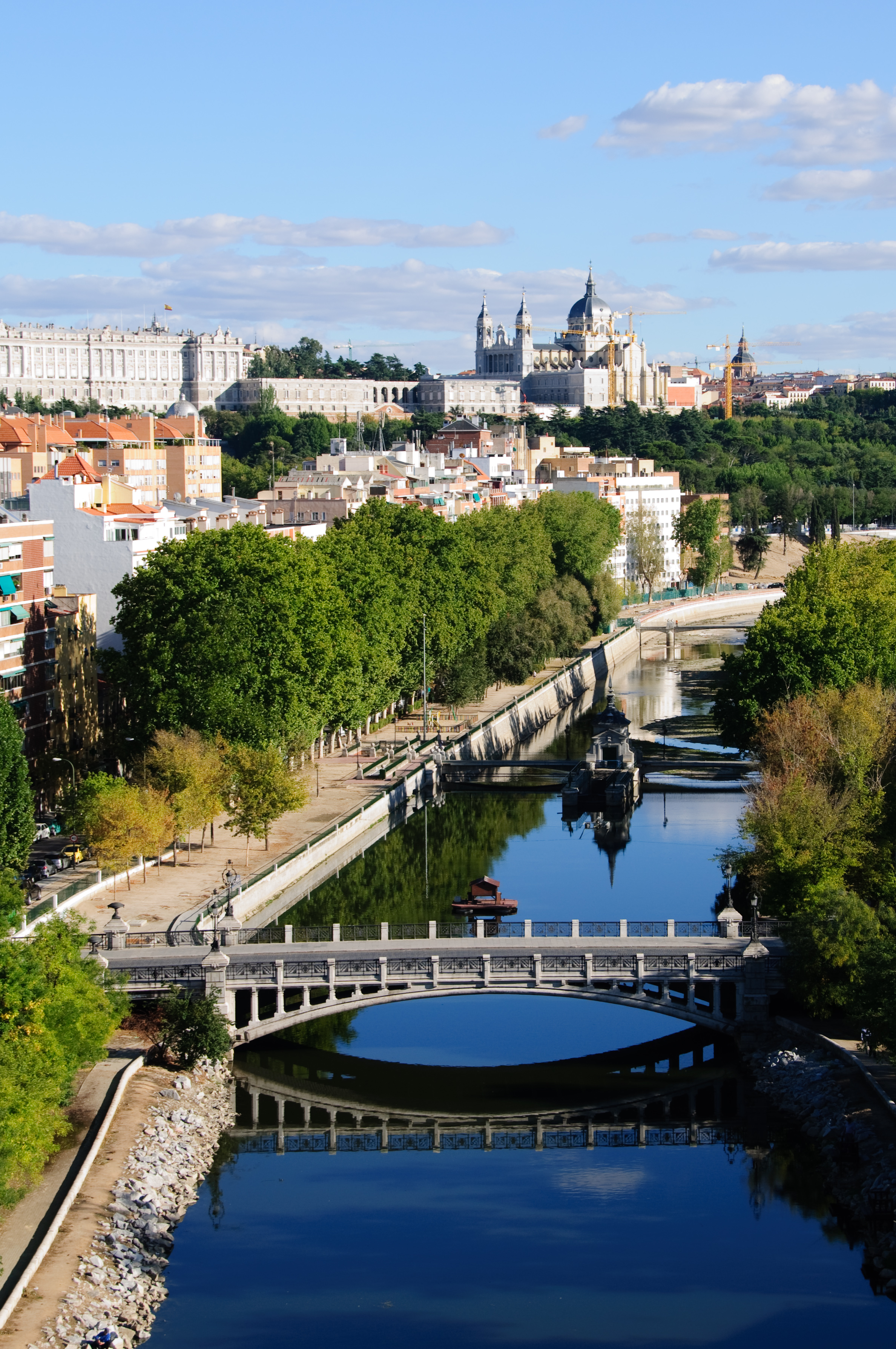
Le Manzanares était une ligne de front naturelle et la prise des ponts qui le traversaient était un objectif militaire important pour les deux camps.

Le parc de la Casa de Campo, dont les nationalistes s'emparèrent dans les premiers jours de novembre, se trouvait sur la rive ouest du Manzanares, rivière qui devint une ligne de front naturelle. De l'autre côté de celle-ci, le fond de vallée, à la végétation abondante, remontait jusqu'à la cité universitaire. Les rives étaient canalisées et bordées de voies routières : la route de Castille sur la rive droite et la route du parc de l'Ouest sur la rive gauche. Il y avait en outre de nombreux ponts, tels que le pont ferroviaire des Français (ligne Madrid-Irún), le pont de San Fernando (au nord) ou le pont du Roi (au sud), le viaduc des Quince Ojos ou le pont de l'Air. 
Les édifices de la cité universitaire (facultés, écoles et résidence étudiantes) se trouvaient dispersés sur une légère cuesta dominant la rivière du Manzanares. Plus au nord se trouvait le palais de la Moncloa, à l'est l'hôpital clinique San Carlos, au-delà duquel s'étendait les faubourgs de Madrid.

### Contexte stratégique
En quelques semaines seulement, les nationalistes avaient réussi à s'approcher de Madrid, même s'ils en avaient été repoussés après l'échec de la caserne de la Montaña. Le 6 novembre, les quatre colonnes des militaires rebelles, Castejón, Asensio, Barrón et Tella, se trouvaient à seulement 7 kilomètres de la Puerta del Sol, cœur de la capitale. Les moyens d'entrer dans la ville étaient cependant limités. Varela, qui dirigeait les opérations et posté à quelques kilomètres de la Casa de Campo, à l'ouest de la ville, ne souhaitait pas traverser le Manzanares pour se trouver sous le feu des ennemis postés en hauteur sur la cuesta plus élevée de la rive est.
C'est pourquoi il planifia d'attaquer d'abord la cité universitaire et passer par la place d'Espagne pour entrer dans la ville. Il se décida donc à attaquer la Casa de Campo par la porte Rodajos, puis poursuivre vers l'est et traverser la rivière au pont des Français. Au même moment, des colonnes devraient attaquer le sud de la ville afin de faire pression sur les ponts de Ségovie, de Tolède et de Legazpi, afin de distraire les forces de défense. Cette stratégie demandait beaucoup de maîtrise dans la mesure où il fallait avancer par assauts ou vagues successives et coordonnées.

## Forces en présence

### Camp républicain
Le 6 novembre, à 8 heures du soir, les généraux Miaja et Pozas furent reçus par le président du Conseil, Largo Caballero. Il leur ordonna, par lettre de défendre la ville :
« Le gouvernement a décidé, afin de pouvoir continuer à remplir son devoir primordial, qui est la défense de la cause républicaines, à quitter Madrid, à charge pour vous de défendre la capitale à tout prix. Pour vous aider dans cette tâche transcendentale, [...] a été constituée un Conseil de défense de Madrid [Junta de Defensa de Madrid]. Ce Conseil aura les pouvoirs délégués par le gouvernement afin de coordonner tous les moyens nécessaires à la défense de Madrid, qui devra être menée jusqu'au bout et, au cas où malgré tous les efforts possibles il fallait abandonner la capitale, [...] les forces devraient se replier sur Cuenca pour y établir une ligne de défense [...]. »
Le 7 novembre, le Conseil de défense décida de mener la résistance. Comme le Conseil était composé d'hommes aux sensibilités politiques différentes, il fut décidé de donner à chacun des secteurs différents :
- le commandant Lister sur la ligne Villaverde-Entrevías ;
- le lieutenant-colonel Bueno à Vallecas ;
- le colonel Prada autour du pont de la Princesse ;
- le commandant Rovira à Carabanchel ;
- le lieutenant-colonel Arce sur la route d'Estrémadure ;
- le lieutenant-colonel Galán à la Casa de Campo et le pont de la République (pont du Roi) ;
- le commandant Enciso et Fernández Cavada à la Casa de Campo ;
- le commandant Romero au pont des Français ;
- le commandant Galán sur l'axe Humera-Pozuelo de Alarcón, avec l'appui d'Etelvino Vega.
- le colonel Barceló à Boadilla del Monte, en réserve, afin d'attaquer les forces rebelles si elles s'emparaient de la Casa de Campo.